# Vicariat apostolique de Phnom-Penh
Le vicariat apostolique de Phnom Penh est une juridiction de l'Église catholique romaine couvrant actuellement le Sud-Ouest du Cambodge. Il fut établi le 30 août 1850 par le pape Pie IX. Olivier Schmitthaeusler en est l'ordinaire depuis le 1er octobre 2010.

## Historique
- 1554 : Fernando Mendez Pinto, sj, visite le Cambodge
- 1555 : Gaspard Da Cruz, op, réside à la cour
- XVIIe siècle : Jésuites, Dominicains et Franciscains fondent quelques postes.
- 1665 : arrivée du P. Louis Chevreuil, MEP, à Colompé (Phnom Penh) et Pinhalu. Difficultés de la mission du fait des troubles de la guerre.
- 1768 : le père Levasseur entreprend de nouveau l'évangélisation et traduit un catéchisme en khmer. Dispersion des chrétiens par suite de la guerre avec le Siam et le Vietnam
- 30 août 1850 : Érection du vicariat apostolique du Cambodge (il recouvre à l'origine le Cambodge et la Cochinchine (sud du Vietnam)
- 3 décembre 1924 : Le vicariat apostolique du Cambodge devient le vicariat apostolique de Phnom Penh
- 20 septembre 1955 : Création du vicariat apostolique de Cần Thơ ; le vicariat apostolique de Phnom Penh se réduit alors au territoire du Cambodge
- 26 septembre 1968 : Découpage du vicariat apostolique de Phnom Penh. Le nord du pays devient la préfecture apostolique de Battambang alors que l'est du pays devient la préfecture apostolique de Kompong Cham.

## Ordinaires
- Du 27 août 1850 à 1869 : Jean-Claude Miche, MEP
- Du 18 juillet 1882 au 14 août 1895 : Marie-Laurent-François-Xavier Cordier, MEP, également évêque titulaire de Gratianopolis (de)
- Du 28 janvier 1896 au 1er mars 1902 : Jean-Baptiste Grosgeorge, MEP
- Du 23 juillet 1902 au 17 décembre 1928 : Jean-Claude Bouchut, MEP
- Du 17 décembre 1928 au 23 mars 1936 : Valentin Herrgott, MEP
- Du 2 décembre 1937 au 11 juin 1955 : Jean-Baptiste Chabalier, MEP
- Du 29 février 1956 à avril 1962 : Gustave Raballand, MEP
- Du 12 novembre 1962 au 30 avril 1976 : Yves Ramousse, MEP
- Du 30 avril 1976 à septembre 1977 : Joseph Chhmar Salas (diocésain, 1er évêque khmer)
- De septembre 1977 au 6 juillet 1992 : siège vacant
- Du 6 juillet 1992 au 14 avril 2001 : Yves Ramousse, MEP
- Du 14 avril 2001 au 1er octobre 2010 : Émile Destombes, MEP
- Depuis le 1er octobre 2010 : Olivier Schmitthaeusler, MEP
  - Depuis le 28 juin 2025 : Pierre Suon Hangly, coadjuteur